# 金大城
金大城(キム・デソン、朝鮮語: 김대성、700年~775年1月8日（太陰暦774年12月2日)）は、新羅景徳王時代の宰相・建築家・彫刻家で、本貫は慶州である。

## 生涯
金大城は新羅の首都だった徐羅伐(現在の大韓民国慶尚北道慶州市)で新羅時代の中侍を歴任した宰相の金文亮(キム・ムンリャン、朝鮮語: 김문량、生年不詳~711年)の息子として生まれた。 745年から749年まで中侍され、新羅王室から伊飡の官位を与えられた。 751年から774年まで、親の長寿と国の安寧のために仏国寺・石仏寺（現在の石窟庵）・長寿寺を創建したという。 一然の『三国遺事』には金大城に関する説話が伝わる。

## 金大城と関連した説話
金大城は慶州牟梁里に住んでいた貧しい女性、慶祖の息子として生まれたが、頭が大きく、城のように広いことから「大城」と名付けたという。 慶祖は家が貧しくて息子を育てることができなかったため、金大城は福安という金持ちが住んでいた家で賃金労働をし、福安から畑を渡しながら暮らしたという。
仏教徒だった金大城は興輪寺の漸開僧侶から「布施を好みれば常に天神の保護を受け、一つを布施すれば一万倍の利益を得て安楽に長寿できる。」という話を聞く。 ある日、漸開僧侶が、福安の住んでいた家に布施を受け取りに来たが、福安は、漸開僧侶に、「布50疋を釈迦に捧げる」という言葉を伝えた。 これに対し漸開僧侶は、「福安は大きな福を受けることになるだろう」という言葉を伝え、金大城は日雇い労働者を通じて福安から受けた畑を仏様に捧げる。
金大城はしばらくして死んでしまったが、天から「牟梁里の大城が今、君の家に転生するだろう」という声が聞こえてきて、金文良の家に生まれ変わった。 しばらくして金文良の妻が息子を産んだが、息子の左手には「大城」という文字が刻まれた金色の金具を持っていた。 これに金文良は息子の名前を「大城」と名付けたという。
ある日、金大城は吐含山で熊狩りをした後、山の麓にある村で眠っていたが、夢の中で鬼と化した熊の金大城に「金大城が熊を殺したのだから、熊も金大城を捕まえてしまうだろう」という恨み交じりの声を伝えた。 これに驚いた金大城は熊に許しを請い、熊は金大城に自分のための寺院を建てるよう頼んだという。 眠りから覚めた金大城は狩りを止め仏教の教えに従うことを決心し、熊狩りをした場所に長寿寺を建てたという。 金大城は現世の親のために仏国寺を、前世の親のために石仏寺を建立したという。